# The Bitch Is Back
"The Bitch Is Back" er en sang af den britisk sanger Elton John fra albummet Caribou (1974). Sangen blev skrevet af Bernie Taupin.

## Udgivelse og indspilning
Sangen blev udgivet som albummets anden single den 3. september 1974 og nåede førstepladsen i Canada, nummer fire i USA og nummer fem i Storbritannien. I USA blev sangen certificeret guld den 13. september 1995 af Recording Industry Association of America. Den saxofonsolo i midten af sangen er nu mest udføres af synthesizere, mens en guitarsolo undertiden substitutter.

## Sporliste
1. "The Bitch Is Back" – 3:42
2. "Cold Highway" – 3:25